# Gomastapur
Gomastapur es un subdistrito (upazila) del distrito (zila) de Nawabganj, de la región de Rajshahi, en Bangladés, con una población censada en marzo de 2011 de 275 823 habitantes.
Se encuentra ubicado al noroeste del país, cerca de los ríos Padma y  Yamuna, la principal rama en la que se divide el río Brahmaputra, y de la frontera con India.